# Inspektionsskibet Ingolf
Ingolf var et inspektionsskib, der blev bygget på Orlogsværftet, påbegyndt og søsat i 1933, og anvendt af Marinen 1934-43. Maskineriet var på 2.935 HK.

## Tekniske data

### Generelt
- Længde: 68,8 m
- Bredde:  10,8 m
- Dybgang: 4,8 m
- Deplacement: 1.357 tons
- Fart: 16,2 knob
- Besætning: 66

### Armering
- Artilleri: 2 styk 12 cm kanoner, 2 styk 57 mm kanoner, 2 styk 20 mm kanoner, 2 styk 8 mm maskingeværer

## Tjeneste
- Indgået i 1934. Mest brugt som kadetskib, men også som inspektionsskib ved Grønland i 1935. Forsøgt sænket af besætningen 29. august 1943, men det blev forhindret af tyskerne. Sat i tysk tjeneste som tenderen Sleipner. Sænket ved luftangreb og ikke repareret efter krigen.